# 埃尔温·卡斯米尔
埃尔温·卡斯米尔（德語：Erwin Casmir，1895年12月2日—1982年4月19日），德国男子击剑运动员。他曾代表德国参加1928年、1932年和1936年夏季奥林匹克运动会击剑比赛，获得一枚银牌和二枚铜牌。